# Rickie Lee Jones
Rickie Lee Jones (Chicago, 1954. november 8. –) kétszeres Grammy-díjas amerikai énekesnő, dalszerző. Különböző stílusokban egyaránt otthonos: rock, R&B, blues, pop, soul, dzsessz. 

## Pályakép
Négy gyermek közül a harmadiknak született. Apai nagyapja, Frank „Peg Leg” Jones és nagyanyja, „Myrtle Lee” táncosok voltak Chicagoban. A család 1959-ben Arizonába költözött.
Jones tizenkilenc éves korában Los Angelesbe ment és szerződést kötött a Warners-szel. Az 1979-ben elnevezett debütáló albuma nagy sikert aratott. Az album felvétele idején szerelmi kapcsolatban állt Tom Waitsszel.
Karrierje elején erősen alkoholizált, de később legyőzte démonait, rendbeszedte nyugtalan szellemét, és kivívta zenésztársai tiszteletét.

## Lemezek[3]
- Rickie Lee Jones (1979)
- Pirates (1981)
- Girl at Her Volcano (EP; 1983)
- The Magazine (1984)
- Flying Cowboys (1989)
- Pop Pop  (1991)
- Traffic from Paradise (1993)
- Naked Songs  (1995) (1997)
- It's Like This (2000)
- Live at Red Rocks (2001)
- The Evening of My Best Day (2003)
- Rickie Lee Jones Duchess of Coolsville (2005)
- Balm in Gilead (2009)
- The Devil You Know (2012)
- The Other Side Of Desire (2015)

## Díjak
Hétszer jelölték Grammy-díjra, ebből kétszer el is nyerte (1980, 1990).

## További információ
- Hivatalos oldal
- Rickie Lee Jones a Facebookon
- Rickie Lee Jones az Internet Movie Database-ben (angolul)
- Rickie Lee Jones a Rotten Tomatoeson (angolul)